# Suburban Girl
Suburban Girl is een Amerikaanse speelfilm uit 2007 onder regie van debuterend regisseur Marc Klein. Deze baseerde de productie op de korte verhalen My Old Man en The Worst Thing a Suburban Girl Could Imagine uit het boek The Girls Guide to Hunting and Fishing van Melissa Bank.

## Verhaal
Brett Eisenberg (Sarah Michelle Gellar) werkt als assistent-eindredacteur voor een bescheiden uitgeverij in New York. Ze wil graag doorgroeien tot volwaardig eindredacteur, maar is nog niet al te zeker van haar beslissingen en verandert keer op keer van gedachten over elk stuk tekst in elk manuscript dat ze leest. Eisenberg is daarom ook zwaar onder de indruk wanneer ze Archie Knox (Alec Baldwin) in levenden lijve ontmoet, een grote naam in haar branche. Deze probeert haar van begin af aan het hof te maken en met succes, ondanks dat hij maar enkele jaren jonger is dan Eisenbergs vader Robert (James Naughton).
Wanneer Eisenberg op een dag haar kantoor binnenloopt, blijkt haar sympathieke bazin ontslagen en vervangen te zijn door de zakelijke Faye Faulkner (Vanessa Branch). Dit betekent dat ze moet gaan strijden om haar baan te behouden in verband met een aangekondigd evaluatiemoment, waardoor haar onzekerheden alleen maar toenemen. Daarop werpt Knox zich op als een soort mentor voor Eisenberg. Hij torst niettemin meer met zich mee dan kunde en ervaring, namelijk diabetes, een alcoholverslaving en een verleden met talloze, veelal veel jongere vrouwen. Hun relatie komt haar op verwonderde blikken te staan van collegae, haar beste vriendin en mode-student Chloe (Maggie Grace) en haar familie. Eisenberg is daarom gedwongen meer en meer verantwoordelijkheid voor zichzelf te nemen.

## Rolverdeling
- Sarah Michelle Gellar - Brett Eisenberg
- Alec Baldwin - Archie Knox
- Maggie Grace - Chloe
- James Naughton - Robert Eisenberg
- Chris Carmack - Jed, Eisenbergs vriend
- Peter Scolari - Schrijver Mickey Lamm
- Ebon Moss-Bachrach - Broer Ethan Eisenberg
- Jill Eikenberry - Moeder Marlene Eisenberg
- Jason Antoon - Boekhandelaar Dean
- Marian Seldes - Margaret Paddleford